# Kuliga (Komi)
|  | Per a altres significats, vegeu «Kuliga». |

Kuliga (en rus: Кулига) és un poble de la República de Komi, a Rússia, segons el cens del 2010 tenia 29 habitants.